# عبد الفتاح إبراهيم
عبد الفتاح إبراهيم عبد الفتاح المدرس مفكر اجتماعي عراقي. ألف عدة كتب في علم الاجتماع منها مقدمة في الاجتماع، ودراسات في علم الاجتماع، والاجتماع والماركسية. شارك ببدايات جماعة الأهالي التي أفضت للعديد من الأحزاب العراقية في الثلاثينيات والأربعينيات.

## التحصيل العلمي
ولد عام 1904 في مدينة الناصرية، حيث كان والده يشغل وظيفة واعظ غرب الفرات. تتلمذ عبد الفتاح إبراهيم في البصرة وأكمل دراسته الابتدائية هناك. وأكمل دراسته الثانوية في بغداد سنة 1924–، ثم سافر إلى بيروت في عام 1930 للدراسة في الجامعة الأمريكية وكان أول كتاب قرأه هناك للكاتب الأمريكي الليبرالي (بالإنجليزية: Heyas)‏ بعنوان تاريخ أوروبا الاجتماعي والسياسي وكان حينذاك أول مرة يسمع فيها عن الاشتراكية التي أصبحت إحدى اللبنات الأساسية في تشكيل تفكيره.
بعد إكمال دراسته في بيروت عاد إلى بغداد ليعمل في حقل التعليم، ولكنه لم يستمر في ذلك إذ سافر إلى أمريكا عام 1930 لإكمال دراسته العليا في جامعة كولومبيا وأول ما بدأ به هو تأليف كتابه (على طريق الهند)، إذ استفاد من وجوده في أمريكا في جمع كل المعلومات المتعلقة بالعلاقات الإنجليزية - العراقية والتي كانت موضوع كتابه سابق الذكر.